# Nekrolog 1652
Nekrolog
◄◄
| ◄
| 1648
| 1649
| 1650
| 1651
| 1652 | 1653 | 1654 | 1655 | 1656 | ► | ►►
Weitere Ereignisse | Allgemeiner Nekrolog 1652
Die Beschreibung der verstorbenen Person sollte so kurz wie möglich gehalten sein und nur deren signifikante Tätigkeit(en) enthalten.
Neue Namen ggf. auch unter dem Geburts- und Sterbedatum, also etwa unter 1. Januar und im Geburts- und Sterbejahr (2024) eintragen (nur bei entsprechender großer Wichtigkeit). Für Beispiele siehe die schon vorhandenen Artikel.
Außerdem über die fünf zuletzt Verstorbenen, zu denen es einen ausreichend guten Artikel für eine Präsentation auf der Hauptseite gibt, nach der todesbedingten Überarbeitung der Artikel ggf. auch unter Wikipedia Diskussion:Hauptseite informieren und sie am besten auch in den anderen Wikipedia-Sprachversionen eintragen. Tipp: Regelmäßig bei news.google.de nach „ist tot“, „gestorben“ oder „verstorben“ suchen.
Wenn eine Person gestorben ist, gibt es viele Seiten zu dieser Person in der Wikipedia, die davon auch betroffen sind und entsprechend aktualisiert werden müssen. Beispiele: Namenübersichtsseite, Geburtsjahr, Geburtsort-Seiten und viele mehr.
Wie finde ich die betroffenen Seiten?
Im Suchfeld auf der linken Seite gibt man den Suchbegriff so ein: „Vorname Nachname“. Dann klickt man auf Volltext und alle Seiten mit entsprechendem Suchtext werden aufgerufen. Hier sieht man dann schnell, wo auch das Todesjahr Sinn macht oder sogar ein Teil des Artikels angepasst werden muss. Auch hilft das „Werkzeug“ auf der linken Seite sehr gut, um solche Seiten aufzufinden: „Links auf diese Seite“. Somit ist die Wikipedia wieder aktuell in allen Bereichen! Hinweis: bei Eintragung der Kategorie „Gestorben JAHR“ wird der Missbrauchsfilter 49 ausgelöst, was jedoch nicht schlimm ist. Siehe: Spezial:Missbrauchsfilter/49
Dies ist eine Liste von im Jahr 1652 verstorbenen bekannten Persönlichkeiten. Die Einträge erfolgen innerhalb der einzelnen Daten alphabetisch sortiert. Tiere sind im Nekrolog für Tiere zu finden.

## Januar
| Tag        | Name                 | Beruf, bekannt als                                                | Alter | Beleg |
| ---------- | -------------------- | ----------------------------------------------------------------- | ----- | ----- |
| 5. Januar  | Girolamo Verospi     | italienischer Kardinal und Bischof                                | 52    |       |
| 10. Januar | Sebastian Schobinger | Schweizer Mediziner und Bürgermeister                             | 72    |       |
| 19. Januar | Wilhelm Slavata      | Oberstlandkämmerer und Oberstkanzler sowie Statthalter von Böhmen | 79    |       |
| 30. Januar | Georges de la Tour   | französischer Maler des Barock                                    |       |       |
| Januar     | Jeremy Clarke        | englischer Händler, Politiker und Offizier                        | 46    |       |

## Februar
| Tag         | Name                         | Beruf, bekannt als                                    | Alter | Beleg |
| ----------- | ---------------------------- | ----------------------------------------------------- | ----- | ----- |
| 7. Februar  | Philipp Christoph von Sötern | Bischof von Speyer, Erzbischof und Kurfürst von Trier | 84    |       |
| 11. Februar | Konrad von Burgsdorff        | kurbrandenburgischer Staatsmann                       | 56    |       |
| 17. Februar | Gregorio Allegri             | italienischer Komponist und Sänger                    |       |       |
| 18. Februar | Gabriel von Wietersheim      | Domherr in Lübeck                                     |       |       |
| 20. Februar | Johann Sigismund Wasa        | Prinz des polnisch-litauischen Hauses Wasa            | 0     |       |
| 26. Februar | David Kindt                  | Maler in Hamburg                                      |       |       |
| 28. Februar | Arcangela Tarabotti          | venezianische Nonne und Autorin                       | 48    |       |

## März
| Tag      | Name                       | Beruf, bekannt als                                                 | Alter | Beleg |
| -------- | -------------------------- | ------------------------------------------------------------------ | ----- | ----- |
| 12. März | Alessandro Gottifredi      | Generaloberer der Societas Jesu (Jesuitenorden)                    | 56    |       |
| 13. März | Claude Bouthillier         | französischer Politiker und Diplomat                               |       |       |
| 16. März | Johann vom Diecke          | Kaufmann und Ratsherr der Hansestadt Lübeck                        |       |       |
| 16. März | Françoise de Nérestang     | französische Zisterzienserin, Äbtissin und Klosterreformerin       | 60    |       |
| 17. März | Benjamin Bramer            | deutscher Künstler, Architekt, Baumeister, Geodät und Mathematiker | 64    |       |
| März     | Giovanni Battista Crivelli | italienischer Komponist, Organist und Kapellmeister                |       |       |

## April
| Tag       | Name                              | Beruf, bekannt als                                                       | Alter | Beleg |
| --------- | --------------------------------- | ------------------------------------------------------------------------ | ----- | ----- |
| 7. April  | Hieronymus Keck                   | katholischer Geistlicher und Dechant der Glatz                           |       |       |
| 8. April  | Angelo Caroselli                  | italienischer Maler                                                      | 67    |       |
| 13. April | Georges Fournier                  | französischer Geograph                                                   | 56    |       |
| 15. April | Elias Jentzsch                    | Dresdner Ratsherr und Bürgermeister                                      |       |       |
| 17. April | Henry Howard, 22. Earl of Arundel | englischer Adeliger                                                      | 43    |       |
| 19. April | Jesper Rasmussen Brochmand        | dänischer evangelischer Theologe                                         | 66    |       |
| 19. April | Marcello Lante                    | italienischer Geistlicher, Bischof und Kardinal der Römischen Kirche     | 91    |       |
| 21. April | Pietro della Valle                | italienischer Reisender, Reiseschriftsteller und Komponist               | 66    |       |
| 25. April | Jean-Pierre Camus                 | französischer römisch-katholischer Bischof und Schriftsteller des Barock | 67    |       |
| 29. April | Heinrich von Wuthenau             | deutscher Verwaltungsbeamter und Gelegenheitsdichter                     |       |       |

## Mai
| Tag     | Name                                         | Beruf, bekannt als                                                              | Alter | Beleg |
| ------- | -------------------------------------------- | ------------------------------------------------------------------------------- | ----- | ----- |
| 4. Mai  | Andreas Buggenhagen                          | deutscher Adliger, pommerscher Landmarschall und mecklenburgischer Hofmarschall | 68    |       |
| 5. Mai  | Philipp Wilhelm von Innhausen und Knyphausen | ostfriesischer Adliger                                                          | 61    |       |
| 5. Mai  | Elias Widemann                               | österreichischer Kupferstecher                                                  |       |       |
| 10. Mai | Jacques Nompar de Caumont                    | französischer Adliger                                                           | 93    |       |
| 29. Mai | Georg Daniel von Habel                       | Landkomtur der Deutschordensballei Hessen                                       | 59    |       |

## Juni
| Tag      | Name                     | Beruf, bekannt als                                            | Alter | Beleg |
| -------- | ------------------------ | ------------------------------------------------------------- | ----- | ----- |
| 5. Juni  | Ludwig Ernst Marschall   | Thüringer und sächsischer Beamter und Heerführer              | 76    |       |
| 9. Juni  | Anna Sophia von Anhalt   | Gräfin von Schwarzburg-Rudolstadt                             | 67    |       |
| 18. Juni | Johann Kasimir           | Pfalzgraf von Zweibrücken-Kleeburg                            | 63    |       |
| 18. Juni | Daniel Sturm             | deutscher Jurist und Notar                                    | 50    |       |
| 19. Juni | Louis De Geer            | niederländischer Kaufmann und Industrieller                   | 64    |       |
| 21. Juni | Inigo Jones              | englischer Architekt                                          | 78    |       |
| 23. Juni | Iacobus Gothofredus      | Jurist und Politiker sowie Herausgeber des Codex Theodosianus | 64    |       |
| 24. Juni | Andries Bicker           | Bürgermeister und Regent von Amsterdam                        |       |       |
| 24. Juni | Salomon Hirzel           | Schweizer Kaufmann, Politiker und Diplomat                    | 71    |       |
| 25. Juni | Abraham von Franckenberg | schlesischer Mystiker                                         | 59    |       |
| 28. Juni | Johann Lütkens           | deutscher Kaufmann und Oberalter                              | 54    |       |
| Juni     | Rodrigo Pacheco y Osorio | spanischer Kolonialverwalter, Vizekönig von Neuspanien        |       |       |

## Juli
| Tag      | Name                | Beruf, bekannt als                                           | Alter | Beleg |
| -------- | ------------------- | ------------------------------------------------------------ | ----- | ----- |
| 22. Juli | Jacques Specx       | Generalgouverneur von Niederländisch-Indien                  |       |       |
| 24. Juli | Otto Heurnius       | niederländischer Mediziner                                   | 74    |       |
| 24. Juli | Johann Weichmann    | deutscher Komponist und Musikdirektor in Königsberg          | 32    |       |
| 25. Juli | Bonaventura Peeters | niederländischer Marinemaler, Radierer, Zeichner und Dichter | 38    |       |

## August
| Tag        | Name                                   | Beruf, bekannt als                                                                            | Alter | Beleg |
| ---------- | -------------------------------------- | --------------------------------------------------------------------------------------------- | ----- | ----- |
| 3. August  | John Smith                             | britischer Philosoph, Mathematiker und Theologe                                               |       |       |
| 7. August  | Markus Friedrich Wendelin              | reformierter Theologe und Erzieher                                                            |       |       |
| 8. August  | Johann Leuber                          | kursächsischer Gesandter bei den Westfälischen Friedensverhandlungen in Münster und Osnabrück | 64    |       |
| 9. August  | Frédéric-Maurice de La Tour d’Auvergne | Herzog von Bouillon und französischer General                                                 | 46    |       |
| 12. August | Georg Adam Brunner                     | deutscher Jurist und Beamter                                                                  | 72    |       |
| 12. August | Jakob De la Gardie                     | Reichsmarschall und Vorsitzender des Kriegsrates                                              | 69    |       |
| 14. August | Jacob Fabricius                        | deutscher Mediziner und Dichter                                                               | 75    |       |
| 18. August | Florimond de Beaune                    | französischer Mathematiker                                                                    | 50    |       |
| 24. August | Otto Brokes                            | Lübecker Bürgermeister                                                                        |       |       |
| 24. August | Johan Adler Salvius                    | schwedischer Freiherr, Reichsrat und Diplomat                                                 |       |       |
| 25. August | Wilhelm Christoph von Baden            | Domherr zu Köln                                                                               | 23    |       |
| 26. August | Ladislaus Esterházy de Galántha        | ungarischer Feldherr                                                                          | 25    |       |
| 27. August | Johannes Christoph Meurer              | deutscher Jurist und Diplomat                                                                 | 54    |       |
| 28. August | Benjamin Gerritsz. Cuyp                | niederländischer Maler                                                                        |       |       |
| 28. August | Maciej Łubieński                       | Erzbischof                                                                                    | 80    |       |
| 29. August | Sebastian Sala                         | Architekt und Bildhauer                                                                       |       |       |
| August     | Jan Both                               | niederländischer Maler                                                                        |       |       |
| August     | Andries van Eertvelt                   | flämischer Maler                                                                              |       |       |
| August     | Felim O’Neill of Kinard                | irischer Rebellenführer                                                                       |       |       |
| August     | Robert Mansell                         | englischer Militär, Politiker und Unternehmer                                                 |       |       |

## September
| Tag           | Name                                                       | Beruf, bekannt als                                                              | Alter | Beleg |
| ------------- | ---------------------------------------------------------- | ------------------------------------------------------------------------------- | ----- | ----- |
| 2. September  | Jusepe de Ribera                                           | spanischer Maler                                                                | 61    |       |
| 6. September  | Philipp Alegambe                                           | Jesuit und Historiker                                                           | 60    |       |
| 7. September  | Patrick Young                                              | britischer Theologe und Gelehrter                                               | 68    |       |
| 12. September | Franz Ico von Frydag                                       | deutscher Offizier und Diplomat                                                 | 46    |       |
| 12. September | Johann von Werth                                           | Reitergeneral im Dreißigjährigen Krieg                                          |       |       |
| 16. September | Giulio Roma                                                | italienischer römisch-katholischer Kardinal und Bischof von Recanati und Loreto | 68    |       |
| 16. September | Dirck Janszoon Sweelinck                                   | niederländischer Organist und Komponist                                         | 61    |       |
| 17. September | Bonaventura Elsevier                                       | niederländischer Buchhändler und Buchdrucker                                    |       |       |
| 26. September | Simon Kick                                                 | niederländischer Maler                                                          |       |       |
| 27. September | Sophie Hedwig von Schleswig-Holstein-Sonderburg-Glücksburg | holsteinische Prinzessin, designierte Herzogin von Sachsen-Zeitz                | 21    | [ 1 ] |
| 28. September | Jan Asselijn                                               | niederländischer Maler                                                          |       |       |
| 29. September | Jeremias Reusner                                           | deutscher Rechtswissenschaftler                                                 | 62    |       |
| 30. September | Abraham Keyser                                             | deutscher Jurist und Diplomat                                                   | 49    |       |
| September     | Ralph Hopton, 1. Baron Hopton                              | königstreuer Kommandant im Englischen Bürgerkrieg                               |       |       |
| September     | Moritz von der Pfalz                                       | Prinz von der Pfalz                                                             | 31    |       |

## Oktober
| Tag         | Name                                | Beruf, bekannt als                                         | Alter | Beleg |
| ----------- | ----------------------------------- | ---------------------------------------------------------- | ----- | ----- |
| 5. Oktober  | Willem Cornelisz Backer             | Amsterdamer Regent und Bürgermeister                       | 57    |       |
| 8. Oktober  | John Greaves                        | britischer Mathematiker und Altertumsforscher              |       |       |
| 11. Oktober | Léon Bouthillier, comte de Chavigny | französischer Diplomat und Außenminister                   |       |       |
| 12. Oktober | Johannes Mochinger                  | deutscher lutherischer Theologe und Geistlicher            | 49    |       |
| 15. Oktober | Gerrit Willemsz Horst               | holländischer Maler der Schule Rembrandts                  |       |       |
| 15. Oktober | Bernardus Schotanus                 | niederländischer Rechtswissenschaftler                     | 54    |       |
| 20. Oktober | Antonio Coello                      | spanischer Schriftsteller                                  | 40    |       |
| 22. Oktober | Johannes Bureus                     | schwedischer Hofarchivar, Runenforscher und Schriftsteller |       |       |
| 30. Oktober | Georg Anton von Rodenstein          | deutscher Geistlicher, Bischof von Worms                   | 73    |       |
| Oktober     | Alexander Keirincx                  | flämischer Maler des Barock                                | 52    |       |

## November
| Tag          | Name                      | Beruf, bekannt als                                                    | Alter | Beleg |
| ------------ | ------------------------- | --------------------------------------------------------------------- | ----- | ----- |
| 1. November  | Pieter van Avont          | flämischer Maler                                                      | 52    |       |
| 4. November  | Jean-Charles de la Faille | belgischer Mathematiker                                               | 55    |       |
| 7. November  | Heinrich                  | Graf zu Nassau-Siegen                                                 | 41    |       |
| 21. November | Johannes Broscius         | polnischer Polyhistor, Mathematiker, Arzt und Astronom                | 67    |       |
| 29. November | Francesco Angeloni        | italienischer Antiquar, Beamter der Kurie, Schriftsteller und Sammler |       |       |
| 30. November | Franz von Lodron          | österreichischer Geistlicher, Bischof von Gurk (1643–1652)            |       |       |
| November     | Charles Fleury            | französischer Lautenist                                               |       |       |

## Dezember
| Tag          | Name                                           | Beruf, bekannt als                                                                            | Alter | Beleg |
| ------------ | ---------------------------------------------- | --------------------------------------------------------------------------------------------- | ----- | ----- |
| 1. Dezember  | Samuel Edel                                    | deutscher lutherischer Theologe                                                               | 59    |       |
| 3. Dezember  | Gottfried Droste zu Vischering                 | Domkantor und Dombursar in Münster                                                            |       |       |
| 6. Dezember  | Franz von Magnis                               | mährischer Adeliger, Generalfeldmarschall und Landeshauptmann von Mähren sowie Oppeln-Ratibor |       |       |
| 11. Dezember | Denis Pétau                                    | französischer Jesuit, Chronologe und Historiker                                               | 69    |       |
| 12. Dezember | Adam Thebesius                                 | deutscher Pfarrer und Kirchenlieddichter                                                      | 56    |       |
| 17. Dezember | Filipe de Magalhães                            | portugiesischer Komponist                                                                     |       |       |
| 20. Dezember | Andreas Eder von Kainbach                      | Hofkammervizepräsident, Hofpfennigmeister und Begründer des Adelsgeschlechts von Kainbach     |       |       |
| 23. Dezember | John Cotton                                    | englischer Geistlicher, Theologe und Vertreter der ersten Puritanergeneration in Neuengland   | 67    |       |
| 24. Dezember | Juan Francisco Alonso Pimentel y Ponce de León | spanischer Grande, Herzog von Benavente                                                       |       |       |
| 26. Dezember | Johann Angelius Werdenhagen                    | deutscher Philosoph, Politologe und Diplomat                                                  | 71    |       |

## Datum unbekannt
| Tag | Name                            | Beruf, bekannt als                                          | Alter | Beleg |
| --- | ------------------------------- | ----------------------------------------------------------- | ----- | ----- |
|     | Eva Bacharach                   | jüdische gelehrte Frau                                      |       |       |
|     | Bartholomeus van Bassen         | niederländischer Architekt und Maler                        |       |       |
|     | Ulrich Baumgartner              | deutscher Kunsttischler (Kistler)                           |       |       |
|     | Carlo III. Borromeo             | italienischer Adliger                                       |       |       |
|     | John Byron, 1. Baron Byron      | englischer Adliger                                          |       |       |
|     | Wilhelm Burchard Sixtinus       | Jurist, Hochschullehrer, Kanzler                            |       |       |
|     | Manuel Ramírez de Carrión       | Taubstummen-Pädagoge                                        |       |       |
|     | Chen Hongshou                   | chinesischer Maler und Illustrator gegen Ende der Ming-Zeit |       |       |
|     | Jacob Gerritsz. Cuyp            | niederländischer Maler                                      |       |       |
|     | Alonso de Figueroa y Córdoba    | spanischer Soldat und Gouverneur von Chile                  |       |       |
|     | Kaspar Förster der Ältere       | Danziger Kapellmeister                                      |       |       |
|     | Vuk Krsto Frankopan             | Führer der Stadt Ogulin und General                         |       |       |
|     | Giovanni Antonio Galli          | italienischer Maler                                         |       |       |
|     | Gerhard Gröninger               | deutscher Architekt und Bildhauer                           |       |       |
|     | Odilia von Harff                | Verwalterin der Burg Stolberg                               |       |       |
|     | Johann Bernhard                 | Graf zur Lippe-Detmold                                      |       |       |
|     | Gregor Lagus                    | deutscher lutherischer Theologe                             |       |       |
|     | Friedrich Leibnütz              | deutscher Jurist und Hochschullehrer für Moralphilosophie   |       |       |
|     | Ambrosius Petruzzy              | italienischer Steinmetzmeister und Bildhauer des Barock     |       |       |
|     | Hans Reyff                      | Politiker in Freiburg im Üechtland                          |       |       |
|     | Bartolomé de los Ríos y Alarcón | spanischer Augustiner und Schriftsteller                    |       |       |
|     | Humphrey Salwey                 | englischer Politiker                                        |       |       |
|     | Charles Thynne                  | englischer Politiker                                        |       |       |
|     | Adriaen van Utrecht             | flämischer Maler von Stillleben                             |       |       |
|     | Claes Janszoon Visscher         | niederländischer Kartograf und Verleger                     |       |       |
|     | Christian Vitzthum von Eckstedt | deutscher Oberst während des Dreißigjährigen Krieges        |       |       |